# James Stuart-Wortley (Nouvelle-Zélande)
James Frederick Stuart-Wortley, né le 16 janvier 1833 et mort à une date inconnue, est un homme politique néo-zélandais de la période coloniale.

## Biographie
Fils du député puis lord tory britannique John Stuart-Wortley (2e baron Wharncliff), il est le frère cadet d'Edward Stuart-Wortley (1er comte de Wharncliffe), et de ce fait arrière-arrière-petit-fils du Premier ministre du royaume de Grande-Bretagne et comte écossais Lord Bute et descendant d'un fils illégitime de Robert II, roi d'Écosse au XIVe siècle. Il naît au Royaume-Uni et émigre dans la jeune colonie britannique de Nouvelle-Zélande en 1851. Il est décrit par l’Encyclopédie de Nouvelle-Zélande de 1903 comme ayant été « un gentleman accompli » doté de moyens financiers comfortables. Il achète 200 hectares de terres agricoles à Tai Tapu et s'établit comme fermier.
Il se présente en 1853 aux premières élections législatives nationales de la colonie et est élu député indépendant (il n'y a pas encore de partis politiques en Nouvelle-Zélande) de la circonscription rurale de la province de Canterbury (en), dans l'est de l'île du Sud,. Âgé alors de 20 ans et 7 mois, il n'a pas atteint l'âge de la majorité (21 ans) pour être éligible, mais ment quant à son âge et est autorisé à siéger. Ceci fait de lui le premier « benjamin » de la Chambre des représentants de Nouvelle-Zélande, et il demeure à ce jour (novembre 2023) le plus jeune député de l'histoire de la Nouvelle-Zélande, devant Hana-Rawhiti Maipi-Clarke (élue en 2023 à l'âge de 21 ans) et Tom Seddon (élu en 1906 à l'âge de 22 ans),. Il démissionne de la Chambre en juillet 1855 pour retourner vivre au Royaume-Uni,.
Au Royaume-Uni, il se présente sans succès comme candidat du Parti conservateur dans la circonscription de Sheffield aux élections législatives de 1865. L’Encyclopédie de Nouvelle-Zélande note par ailleurs que les salons « socio-politiques de son épouse [sont] si remarqués que Lord Beaconsfield » (c'est-à-dire Benjamin Disraeli) « choisit la salle de séjour [du couple] comme scène d'ouverture de son roman Endymion (en) ».
La date de sa mort n'est pas connue. Burke's Peerage indique à tort qu'il serait mort le 27 novembre 1870 et Wikipédia en anglais indique cette même date en se référant à un article du 27 décembre 1870 du journal The Star de Christchurch qui, reprenant une information venue par télégramme de Londres le 28 novembre, mentionne très brièvement la mort d'un « honorable Stuart Wortley », sans plus de précision,. L'erreur est due au fait qu'il y a d'autres personnes de ce nom, et le journal Lockport Daily Journal & Courier du 28 novembre 1870 est plus précis, indiquant « James Stuart Wortley est mort hier à l'âge de 65 ans », prouvant qu'il ne s'agit pas de James Frederick Stuart-Wortley qui a à cette date 37 ans.